# Nhơn Hưng, An Nhơn
Nhơn Hưng là một phường thuộc thị xã An Nhơn, tỉnh Bình Định, Việt Nam.

## Địa lý
Phường Nhơn Hưng nằm ở trung tâm thị xã An Nhơn, có vị trí địa lý: 
- Phía đông giáp xã Nhơn An và huyện Tuy Phước
- Phía tây giáp xã Nhơn Hậu và Nhơn Khánh
- Phía nam giáp phường Bình Định
- Phía bắc giáp phường Đập Đá và xã Nhơn An.

Phường có diện tích 8,33 km², dân số năm 2011 là 12.386 người, mật độ dân số đạt 1.486 người/km².
Trên địa bàn phường có Quốc lộ 1 đi qua.

## Lịch sử
Trước đây, Nhơn Hưng là một xã thuộc huyện An Nhơn.
Ngày 24 tháng 3 năm 1979, Hội đồng Chính phủ ban hành Quyết định 127-CP. Theo đó, tách một phần diện tích và dân số của xã Nhơn Hưng để thành lập thị trấn Bình Định, thị trấn huyện lỵ huyện An Nhơn.
Ngày 28 tháng 11 năm 2011, Chính phủ ban hành Nghị quyết 101/NQ-CP. Theo đó, chuyển huyện An Nhơn thành thị xã An Nhơn và thành lập phường Nhơn Hưng trên cơ sở toàn bộ 833,42 ha diện tích tự nhiên, 12.386 người của xã Nhơn Hưng.

## Hành chính
Phường Nhơn Hưng được chia thành 6 khu vực: An Ngãi, Cẩm Văn, Chánh Thạnh, Hòa Cư, Phò An, Tiên Hòa.